# Torneo Nacional de Boxeo Playa Girón 1990
Das Torneo Nacional de Boxeo Playa Girón 1990 wurde vom 8. bis zum 18. Januar 1990 in Cienfuegos ausgetragen und war die 29. Austragung der nationalen kubanischen Meisterschaften im Amateurboxen.

## Medaillengewinner
Die Meistertitel wurden in zwölf Gewichtsklassen vergeben.
| Gewichtsklasse                  | Gold                  | Silber              | Bronze                |
| ------------------------------- | --------------------- | ------------------- | --------------------- |
| Halbfliegengewicht (bis 48 kg)  | Rogelio Marcelo       | Orlando Ascencio    | Rolando González      |
| Halbfliegengewicht (bis 48 kg)  | Rogelio Marcelo       | Orlando Ascencio    | Ángel Comendador      |
| Fliegengewicht (bis 51 kg)      | Raúl González         | Orestes Abreu       | Hector Barrientos     |
| Fliegengewicht (bis 51 kg)      | Raúl González         | Orestes Abreu       | Geisy Alcantara       |
| Bantamgewicht (bis 54 kg)       | Enrique Carrión       | Ángel Moya          | Joel Casamayor        |
| Bantamgewicht (bis 54 kg)       | Enrique Carrión       | Ángel Moya          | Ricardo Echevarria    |
| Federgewicht (bis 57 kg)        | Arnaldo Mesa          | Eddy Suárez         | Rolando Castellanos   |
| Federgewicht (bis 57 kg)        | Arnaldo Mesa          | Eddy Suárez         | Manuel Martínez       |
| Leichtgewicht (bis 60 kg)       | Julio González        | Fermín Espinosa     | Idel Torriente senior |
| Leichtgewicht (bis 60 kg)       | Julio González        | Fermín Espinosa     | Arsenio Vidal         |
| Halbweltergewicht (bis 63,5 kg) | Candelario Duvergel   | Juan Pablo Cano     | Antonio Roman         |
| Halbweltergewicht (bis 63,5 kg) | Candelario Duvergel   | Juan Pablo Cano     | José Sánchez          |
| Weltergewicht (bis 67 kg)       | Juan Hernández Sierra | Ariel Hernández     | Danilo Mederos        |
| Weltergewicht (bis 67 kg)       | Juan Hernández Sierra | Ariel Hernández     | Pablo Aguerro         |
| Halbmittelgewicht (bis 71 kg)   | Juan Carlos Lemus     | Pedro Duarte        | José L. González      |
| Halbmittelgewicht (bis 71 kg)   | Juan Carlos Lemus     | Pedro Duarte        | Eliecer Castillo      |
| Mittelgewicht (bis 75 kg)       | Orestes Solano        | Ramón Garbey        | Alfredo Duvergel      |
| Mittelgewicht (bis 75 kg)       | Orestes Solano        | Ramón Garbey        | Dihosvany Vega        |
| Halbschwergewicht (bis 81 kg)   | Roberto Álvarez       | Jorge Luis González | Ruben Pedroso         |
| Halbschwergewicht (bis 81 kg)   | Roberto Álvarez       | Jorge Luis González | Williams Peña         |
| Schwergewicht (bis 91 kg)       | Félix Savón           | Alberto Almeida     | Víctor Rodríguez      |
| Schwergewicht (bis 91 kg)       | Félix Savón           | Alberto Almeida     | Onel Pérez            |
| Superschwergewicht (über 91 kg) | Roberto Balado        | Armando Campuzano   | Fidel Cesar           |
| Superschwergewicht (über 91 kg) | Roberto Balado        | Armando Campuzano   | Roberto Camilo        |